# Giovanni Allevi
Giovanni Allevi (Ascoli Piceno, 9 d'abril de 1969) és un dels pianistes italians més coneguts. La seva obra es mou entre els paràmetres del blues i el jazz, l'estil dels chansonniers francesos, la cançó d'autor i les músiques del món.

## Orígens
Giovanni Allevi es va graduar en piano amb les més altes notes al Conservatori. F. Morlacchi de Perusa i en Composició amb honors al Conservatori. G. Verdi de Milà. Es va graduar cum laude en filosofia el 1998, amb la tesi "El buit en la física contemporània" i va assistir a l’Accademia Internazionale di Alto Perfezionamento d'Arezzo, sota l'orientació del professor Carlo Alberto Neri.
Fill de pares músics, passa la infantesa completament immers en la música clàssica. S'acosta el piano tranquil, i comença un solitari viatge de descobriment dels elements bàsics del llenguatge musical: escales, intervals, acords.
Entre els vinils descoberts: Turandot, de Puccini: l'escolta sencera sis anys cada dia, 
les cames creuades al sofà. Comença també a memoritzar la gran música del passat, les simfonies, concerts per a piano i orquestra, les obres mestres de la literatura romàntica i de principis del segle xx.
Entre els seus mestres de composició, va deixar-li una impromta significativa Daniele Salvatore, un gran expert en Música Antiga i Tonino Tesei, de qui aprèn els fonaments de la dodecafonia i el rigor en la cal·ligrafia musical.
El 1991 serveix en l'exèrcit italià, a la banda musical. El capità de la banda, conscient del seu talent pianístic, incorpora el piano solista en el seu repertori. Com a pianista solista de la banda interpreta Rhapsody in Blue de George Gershwin i el Concert de Varsòvia de Richard Addinsell, de gira per nombrosos teatres d'Itàlia.
Després del servei militar, Allevi presenta un concert de repertori que inclou composicions pròpies exclusivament de piano, i assisteix a cursos paral·lels de "Bio-música i musicoteràpia" del professor Mario Corradini, que aprofundeix la consciència de la gran potència de la música per a prendre decisions lliures i evocar records, imatges i emocions.
El 1996 musica la tragèdia Els troians d'Eurípides, representada al Festival Internacional de Teatre Antic de Siracusa, guanyant el premi especial a la millor música d'escena: és el seu primer reconeixement oficial. Aquell mateix any, és un orador convidat a la Universitat de Pedagogia a Stuttgart per celebrar un seminari sobre la música dels nostres dies.
En 1997 guanya les seleccions internacionals de la joventut en el concert Teatro San Filippo de Torí.

## Premis
També el 2005 rep dos premis: un a Viena és adjudicat el "Bosendorfer Artist" per la "importància internacional de la seva expressió artística" i, a la seva terra d'origen, el premi "Recanati Forever per la música" per "l'excel·lència i la màgia amb què acarona les tecles del seu piano. "

## Darrers treballs
El 16 de maig de 2005 va publicar el seu tercer àlbum en solitari per a piano: No concept, presentat a la Xina i Nova York. La cançó Come sei veramente, a partir d'aquest àlbum, va ser escollit pel director de cinema Spike Lee com la banda sonora d'un anunci de la BMW.
El 29 de setembre de 2006 treu oficialment el seu quart àlbum, també per a piano solista, titulat Joy. El mateix dia comença, a Milà, una mini-gira de presentació de l'àlbum en els principals magatzems italians de la cadena FNAC. El 2007 Joy va ser guardonat amb el disc d'or, després d'haver assolit 50.000 exemplars venuts.
En 2007, acompanya al piano, Simone Cristicchi en la cançó Lettera da Volterra inclosa a l'àlbum Dall'altra parte del cancello. En el mateix any, la seva cançó Back to life és escollida com la banda sonora per l'anunci del nou Fiat 500. (2007)
Giovanni Allevi va accedir a escriure l'himne de la Marxa: es va presentar el setembre de 2007 durant la visita de Papa Benet XVI a la Santa Casa de Loreto en l'Incontro nazionale dei giovani 2007.
El 12 d'octubre publica Allevilive, un doble CD que conté 26 cançons extretes dels seus 4 discs anteriors i àries. El 30 de novembre del 2007 va publicar el seu primer DVD, titulat Joy Tour 2007, presentat a la Universitat IULM de Milà, i de l'11 de desembre al 21 de desembre del 2007 està de gira amb el conjunt de càmera de la Philharmonische Camerata Berlin.
El Tour Allevilive va començar a partir de Teatre D'Annunzio de Latina (municipi italià) el 10 d'abril i va acabar al Teatro San Carlo de Nàpols el 25 de maig. El 13 de juny de 2008 es va publicar el seu cinquè àlbum, per a piano i orquestra, titulat Evolution: és el primer àlbum on Allevi no només toca, sinó que és acompanyat d'una orquestra simfònica.